# Livyatan melvillei

Comparação de tamanho entre um ser humano, duas cachalotes (tamanho recorde e macho de tamanho médio, de cima para baixo) e duas L. melvillei, representando duas estimativas diferentes.

Livyatan melvillei é uma espécie extinta de cetáceo odontoceto dinossáurico da superfamília Physeteroidea. Os restos fósseis, compreendendo 75% do crânio, grandes fragmentos da mandíbula e maxila e vários dentes, foram descobertos no deserto de Pisco-Ica ao sul do Peru em 2008, em rochas do período Mioceno de 12-13 milhões de anos. Media entre 13,5 e 17,5 metros de comprimento, contando ainda com dentes que chegavam a medir até 36 centímetros. O gênero Leviathan proposto por Lambert e colaboradores possui um homônimo descrito por Kock em 1841, e emendando pelo mesmo autor em 1843, sendo considerado inválido pelas regras do código internacional de nomenclatura zoológica. Lambert e colaboradores retificaram a descrição descrevendo um novo nome para o gênero, Livyatan, derivado da pronúncia em língua hebraica.

## Paleobiologia
Livyatan era um predador de topo. Ele provavelmente se alimentava próximo à superfície de tubarões, focas, golfinhos, baleias de 7 a 10 metros de comprimento e outros vertebrados marinhos. Livyatan conviveu com o tubarão Otodus megalodon, com quem provavelmente competia por alimento.
Livyatan provavelmente perseguia suas presas até que elas cansassem para então afogá-las, assim como as orcas atuais, cujo nicho provavelmente estava presente em Livyatan, embora este pudesse caçar sozinho e não necessariamente em grupo.